# Jean Bonaventure Lelay de Guébriant
Jean Bonaventure Lelay, comte de Guébriant, mort le 15 avril 1768 à Paris, fut conseiller au Parlement de Paris et ambassadeur auprès du Grand Électeur du Saint-Empire romain germanique à Cologne. 
Le 12 juillet 1740, il hérite de son père Jean Bonaventure Le Lay de Villemaré de l'hôtel familial de la place Louis le Grand qu'il loue en 1747 à Françoise Guillonne de Montmorency-Luxembourg, duchesse d'Antin (? - 20 mars 1768), petite-fille par alliance de Madame de Montespan (1741 - 27 mai 1707) dont elle avait épousé le petit-fils, Louis (9 novembre 1707 - 9 décembre 1743). Il vend l'hôtel le 22 avril 1750 à François-Balthazar Dangé pour la somme de 260 000 livres.